# Cubocephalus annulitarsis
Cubocephalus annulitarsis là một loài tò vò trong họ Ichneumonidae.